# Lijst van rijksmonumenten in Oirsbeek
De plaats Oirsbeek telt 9 inschrijvingen in het rijksmonumentenregister. Hieronder een overzicht.
| Object                                    | Oorspronkelijke functie?  | Bouwjaar               | Architect | Locatie           | Coördinaten?                  | Nr.?  | Afbeelding        |
| ----------------------------------------- | ------------------------- | ---------------------- | --------- | ----------------- | ----------------------------- | ----- | ----------------- |
| Hoeve met binnenplaats, van baksteen      | Boerderij                 | 17e eeuw               |           | Dorpstraat 1      | 50° 56' 50" NB, 5° 54' 59" OL | 33342 | Meer afbeeldingen |
| Hoeve met binnenplaats                    | Boerderij                 | eerste helft 19e eeuw  |           | Grachtstraat 1    | 50° 57' 0" NB, 5° 54' 28" OL  | 33344 | Meer afbeeldingen |
| Bakstenen huis met verdieping en zadeldak | Woonhuis                  | 1859                   |           | Grachtstraat 7    | 50° 57' 0" NB, 5° 54' 27" OL  | 33345 | Meer afbeeldingen |
| De oude Kapelanie                         | Kerkelijke dienstwoning   | eerste helft 19e eeuw  |           | Grachtstraat 16   | 50° 57' 2" NB, 5° 54' 24" OL  | 33346 | De oude Kapelanie |
| Hoeve van baksteen met binnenplaats       | Boerderij                 | 1796                   |           | Hagendoornweg 7   | 50° 57' 19" NB, 5° 54' 14" OL | 33350 | Meer afbeeldingen |
| Janssenmolen                              | Industrie- en poldermolen | 1878                   |           | Molenweg 4        | 50° 57' 10" NB, 5° 54' 47" OL | 33347 | Meer afbeeldingen |
| Pastorie                                  | Kerkelijke dienstwoning   | laatste helft 18e eeuw |           | Raadhuisstraat 10 | 50° 57' 3" NB, 5° 54' 30" OL  | 33348 | Meer afbeeldingen |
| Sint-Lambertuskerk                        | Kerk en kerkonderdeel     | 1514 (toren)           |           | Raadhuisstraat 10 | 50° 57' 3" NB, 5° 54' 30" OL  | 33349 | Meer afbeeldingen |